# سرخ ولیک
سرخه ولیک یا زالزالک برگ‌ریز (نام علمی: Crataegus monogyna) مترادف (نام علمی: Crataegus microphylla) نام یک گونه از سرده زالزالک است. این گیاه زینتی و دارویی بومی اروپا، شمال‌غربی آفریقا و غرب آسیا بوده و جزء گونه‌های مهاجم است.
سرخه ولیک که در عربی و طب سنتی با نام زعرور احمر شناخته می شود درختچه ای است پرپشت به ارتفاع 2 تا 6 متر، با شاخه های خاردار، خاکستری، صاف، برگ هایی مشتکل از سه تا پنج لوب، عمیق، فرورفته، دندانه دار در بالا، به رنگ سبز تیره و براق. گل های سفید یا صورتی تاج آن دارای پنج گلبرگ، برچه های فراوان، بساک های قهوه ای مایل به قرمز، میوه های قرمز کوچک، بیضی یا کروی، با خمیر آردی، کمی شیرین، با یک هسته.
1. ↑  مظفریان، فرهنگ نام‌های گیاهان ایران، ۱۶۲.

قطره کراتاگوس که از عصاره هیدروالکلی گیاه سرخ‌ولیک تهیه می‌شود اثرات کاردیوتونیک، گشادکننده سرخرگ کرنری و پایین آورنده فشار خون دارد.

## نگارخانه

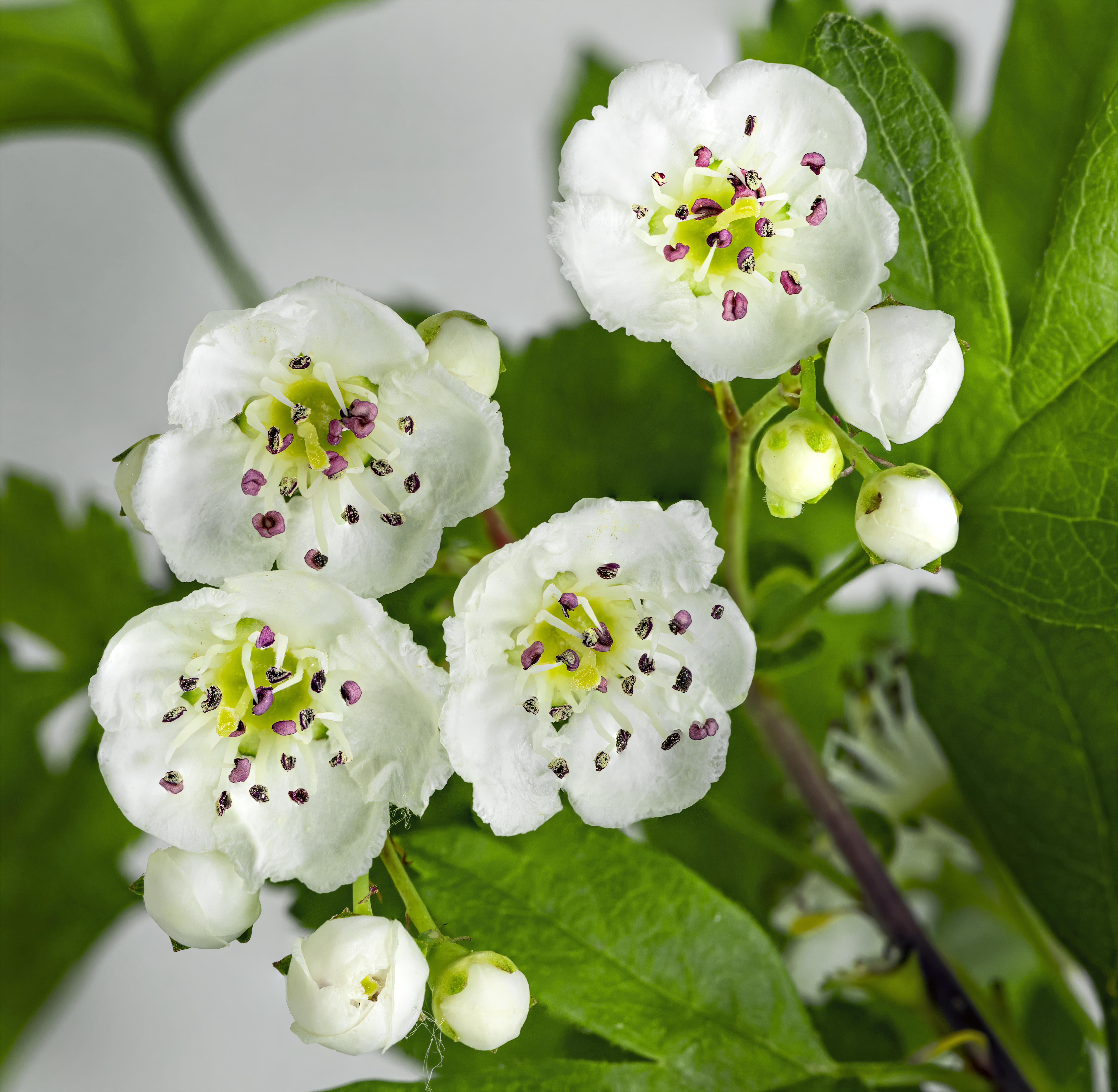
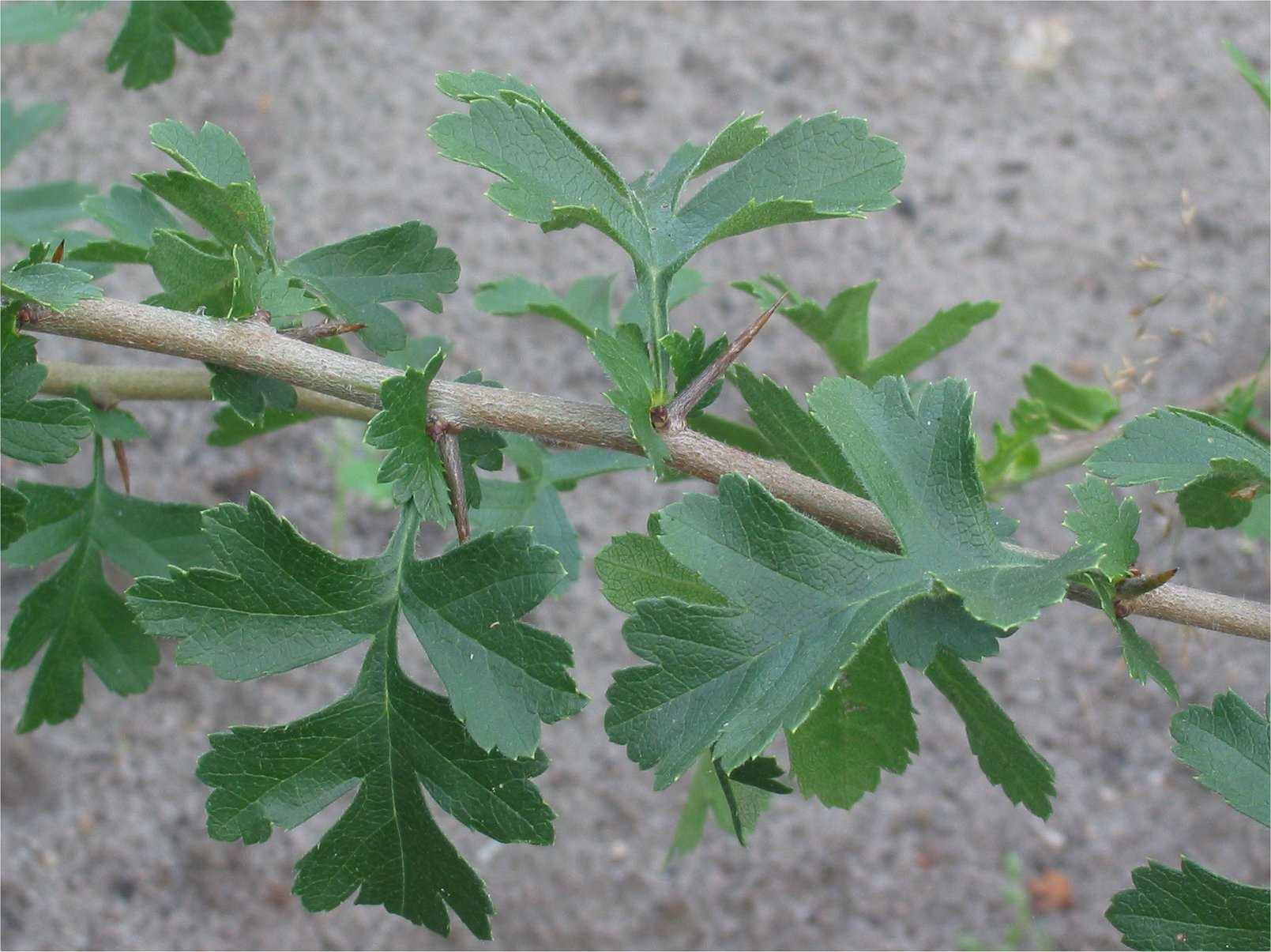
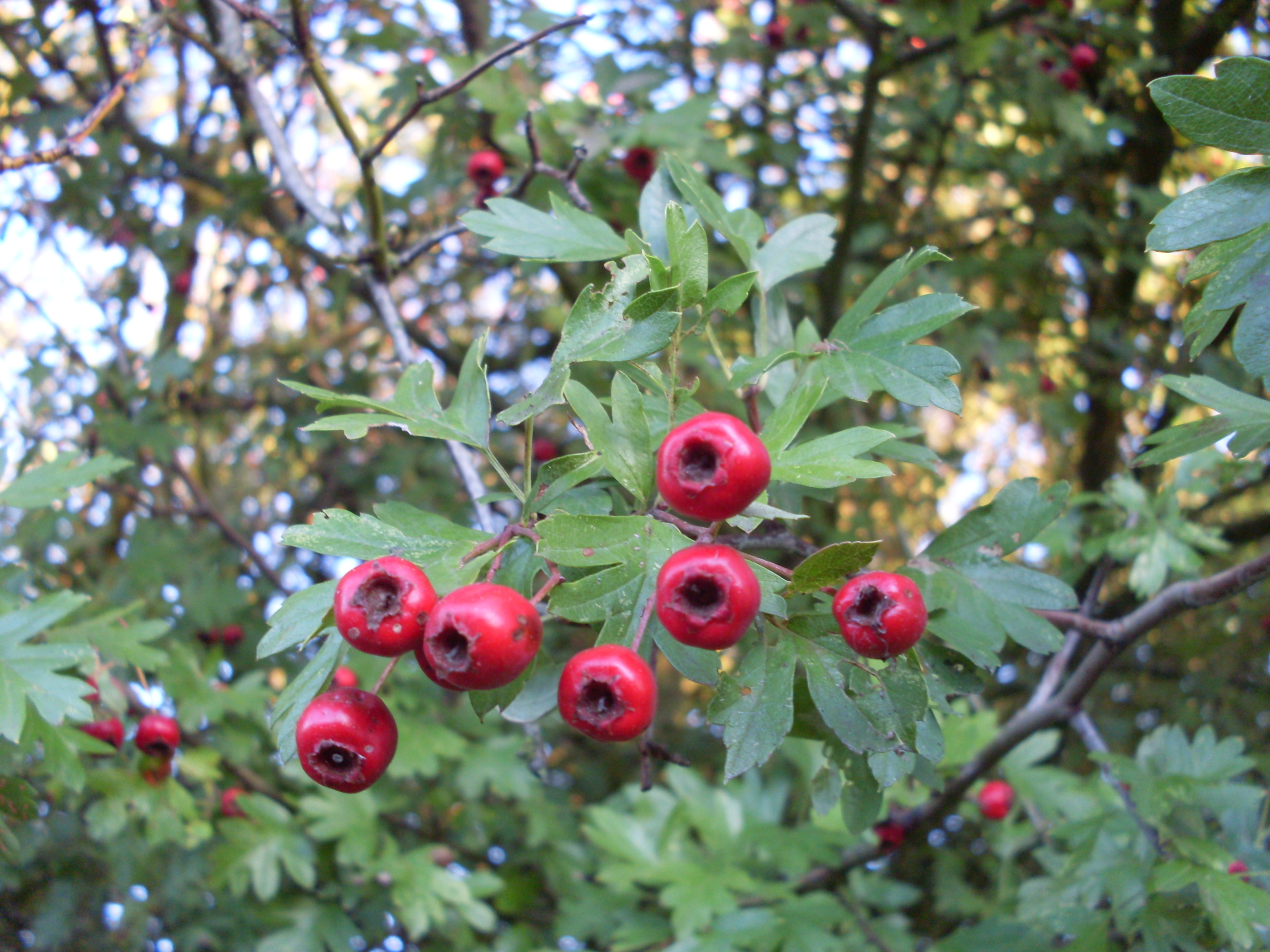
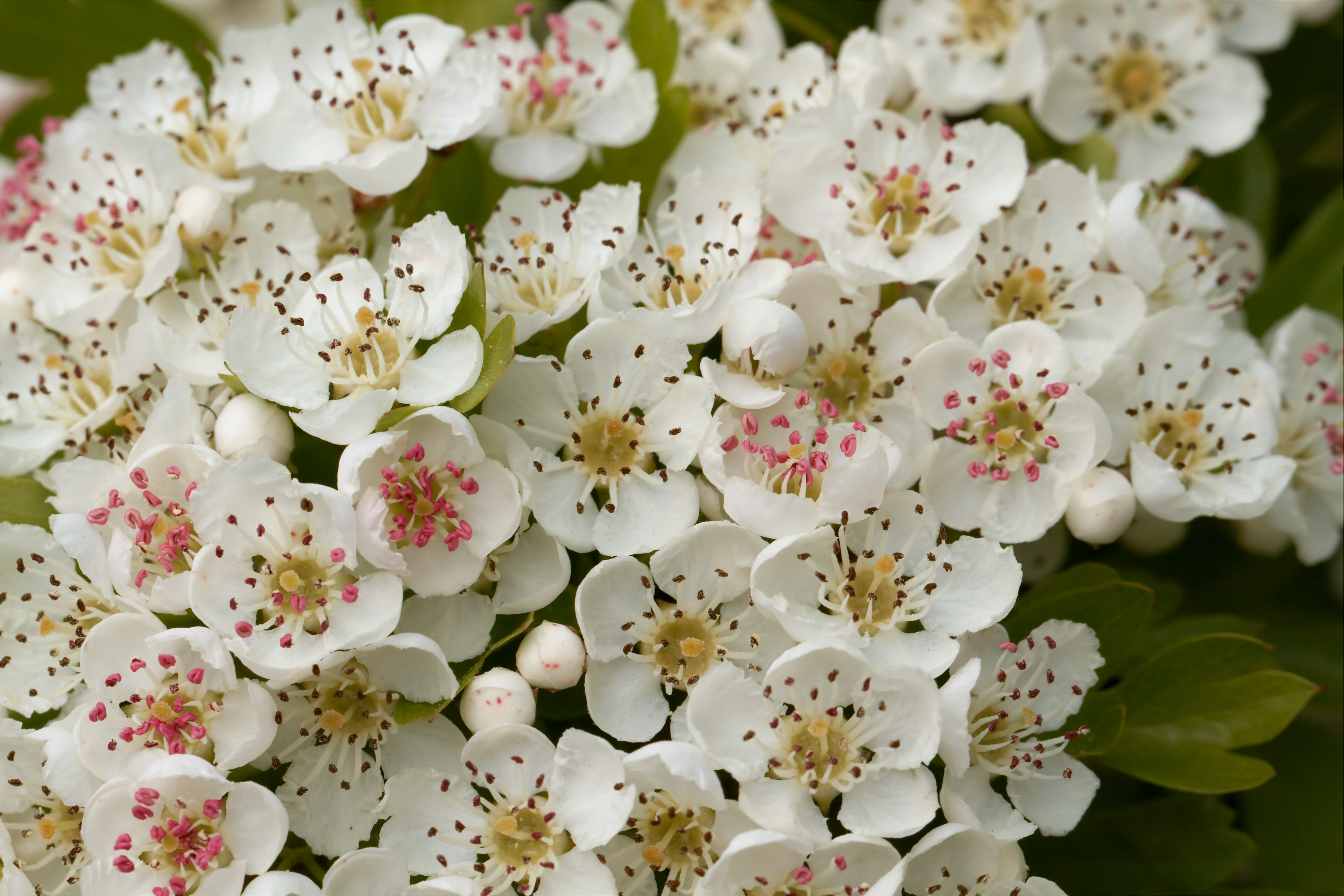